# مايك كافاناف
مايك كافاناف (بالإنجليزية: Mike Cavanaugh)‏ هو مدرب هوكي جليد أمريكي، ولد في 7 يونيو 1968 في North Andover, Massachusetts ‏ في الولايات المتحدة.

## وصلات خارجية
- مايك كافاناف على موقع EliteProspects.com (الإنجليزية)
- مايك كافاناف على موقع HockeyDB.com (الإنجليزية)